# Ministre du Travail équitable et du Savoir-faire (Écosse)
 (février 2016).
Si vous disposez d'ouvrages ou d'articles de référence ou si vous connaissez des sites web de qualité traitant du thème abordé ici, merci de compléter l'article en donnant les références utiles à sa vérifiabilité et en les liant à la section « Notes et références ».
La liste des ministres écossais du Travail équitable et du Savoir-faire présente les ministres successifs des gouvernements écossais chargés de ce secteur.

## Liste des ministres
| Nom                                                               | Nom                                                               | Gouvernement                                                      | Début du mandat                                                   | Fin du mandat                                                     |
| Ministre du Travail équitable, du Savoir-faire et de la Formation | Ministre du Travail équitable, du Savoir-faire et de la Formation | Ministre du Travail équitable, du Savoir-faire et de la Formation | Ministre du Travail équitable, du Savoir-faire et de la Formation | Ministre du Travail équitable, du Savoir-faire et de la Formation |
| ----------------------------------------------------------------- | ----------------------------------------------------------------- | ----------------------------------------------------------------- | ----------------------------------------------------------------- | ----------------------------------------------------------------- |
|                                                                   | Roseanna Cunningham                                               | Sturgeon I                                                        | 19 novembre 2014                                                  | 18 mai 2016                                                       |